# パリー点
幾何学において、パリー点（パリーてん、英: Parry point）とは三角形の中心の一つである。 クラーク・キンバリングの Encyclopedia of Triangle Centers ではX(111)として登録されている。パリー点及びパリー円は1990年代初期のイギリス幾何学者シリル・パリーの研究を賞して名づけられた。

## パリー円
△ABCについてその重心と二つの等力点を通る円をパリー円と言う。パリー円は重心座標(x, y, z)で以下の式で表される。

元の三角形△ABC
△ABCの外接円
パリー円 (J, K と 重心Gを通る)パリー円と外接円はキーペルト放物線の焦点とパリー点で交わる。

{\displaystyle 3(b^{2}-c^{2})(c^{2}-a^{2})(a^{2}-b^{2})(a^{2}yz+b^{2}zx+c^{2}xy)+(x+y+z)\left(\sum _{\text{cyclic}}b^{2}c^{2}(b^{2}-c^{2})(b^{2}+c^{2}-2a^{2})x\right)=0}パリー円の中心は Encyclopedia of Triangle Centers でX351に登録されている。X351は三線座標で以下の様に表される。
{\displaystyle a(b^{2}-c^{2})(b^{2}+c^{2}-2a^{2}):b(c^{2}-a^{2})(c^{2}+a^{2}-2b^{2}):c(a^{2}-b^{2})(a^{2}+b^{2}-2c^{2})}

## パリー点
△ABCのパリー円は外接円と2点で交わる。うち一つはキーペルト放物線の焦点である。もう一つを△ABCのパリー点という。
パリー点の三線座標は以下の様に表される。
{\displaystyle {\frac {a}{2a^{2}-b^{2}-c^{2}}}:{\frac {b}{2b^{2}-c^{2}-a^{2}}}:{\frac {c}{2c^{2}-a^{2}-b^{2}}}}
キーペルト放物線の焦点X110の三線座標は以下の様に表される。
{\displaystyle {\frac {a}{b^{2}-c^{2}}}:{\frac {b}{c^{2}-a^{2}}}:{\frac {c}{a^{2}-b^{2}}}}

## パリー鏡映点
シリル・パリーに関する点の一つにパリー鏡映点（英: Parry Reflection Point）がある。A, B, Cを通り、オイラー線に平行な直線をそれぞれBC, CA, ABで鏡映した直線は一点で交わる。この点をパリー鏡映点 という。Encyclopedia of Triangle Centers ではX399に登録されている。

### 特徴
- パリー鏡映点はノイベルグ三次曲線、フェルマー軸上にある。
- 第一等力点Jの circlecevian triangle（AJ, BJ, CJと円JBC, JCA, JABのJでない方の交点が成す三角形[4]）と、第二等力点の circlecevian triangle の配景の中心はパリー鏡映点である[5]。
- 第一フェルマー点、第二等力点、パリー鏡映点、第二ヴェルナウ点は共円である。同様に、第ニフェルマー点、第一等力点、パリー鏡映点、第一ヴェルナウ点は共円である。
- 三角形の鏡映三角形（Reflection triangle、頂点を対辺で鏡映した三角形[6]）を△A'B'C' 、内心と傍心をそれぞれI, Ia, Ib, Icとすると、円IA'Ia, IB'Ib,IC'Ic, A'IbIc, B'IcIa, C'IaIbはパリー鏡映点を通る[7]。
- 三線座標は、

{\displaystyle f(A,B,C)=5\cos A-4\cos B\cos C-8\sin B\sin C\cos ^{2}A}
として、
{\displaystyle f(A,B,C):f(B,C,A):f(C,A,B)}
で表される。